# Фрюденлунн, Кнут
Кнут Олаф Фрюденлунн (норв. Knut Olav Frydenlund, 31 марта 1927, Драммен, Норвегия — 26 февраля 1987, Осло, Норвегия) — норвежский государственный деятель, министр иностранных дел Норвегии (1973—1981 и 1986—1987).

## Биография
В 1952 г. начал свою дипломатическую карьеру,
- 1953—1955 гг. — атташе посольства в ФРГ,
- 1956—1960 и 1966—1967 гг. — в аппарате МИД,
- 1962—1965 гг. — пресс-атташе посольства в Бельгии,
- 1963—1965 гг. — постоянный представитель при Совете Европы,
- 1967—1969 гг. — советник в объединении профсоюзов (Arbeiderbevegelsen).

В 1969 г. он был избран в стортинг от Норвежской рабочей партии.
В 1973—1981 и с 1986 г. — министр иностранных дел Норвегии. Являлся активным сторонником членства страны в ЕС.
Умер в результате кровоизлияния в мозг.